# بادقپک انگشت‌پردار
بادقپک انگشت‌پردار (نام علمی: Collocalia affinis) نام یک گونه از سرده بادقپک‌های لانه‌چسبی است.